# ハイラム・ケラー
ハイラム・ケラー（Hiram Keller, 1944年5月3日 - 1997年1月20日）は、ヨーロッパで活動したアメリカ合衆国出身の俳優、モデル。

## 来歴
1944年5月3日、アメリカ合衆国ジョージア州バルドスタに、ジョージア州最高裁判所首席判事の息子として生まれる。リー・ストラスバーグが主宰するニューヨークの名門演劇学校アクターズ・スタジオで演技を学び、女優のモニーク・ヴァン・ヴーレンの招きでブロードウェイミュージカル『ヘアー』のオリジナルキャストに起用された。俳優業と並行してランウェイモデルや写真モデルとしても活動し、ニューヨークではアンディ・ウォーホルとともにアンダーグラウンド・シーンで芸術活動に取り組んだ。
1969年、フェデリコ・フェリーニ監督のイタリア・フランス合作映画『サテリコン』でメインキャストのアシルト役に起用された。アシルト役にはもともとピエール・クレマンティの起用が想定されており、ケラーはクレマンティの代役にすぎなかった。しかし、『サテリコン』の共同脚本家であり、フェリーニと長年に渡って仕事をともにしたベルナルディーノ・ザッポーニは「（ケラーは）とても画面映えのする笑顔の持ち主であり、自らの演じる役どころを完璧に理解していた」と述懐している。
ケラーは『サテリコン』への出演により国際的に注目され、ヨーロッパの映画やテレビドラマで主要な役柄を演じていった。1969年にギリシャの映画『Orestis』で主演を務め、1970年にはイタリア・西ドイツ・フランス合作映画『栄光への戦い』でジョン・フィリップ・ローと共演した。1973年にはイタリアのコメディ映画『Sono stato io!』でメインキャラクターを演じ、フランス・イタリア・西ドイツの合作によるジャッロ系ホラー映画『ジェーン・バーキン in ヴェルヴェットの森』や、1975年に製作された西ドイツのスリラー映画『バイオスパン/暗黒の実験』でも主人公を演じた。このほか、ヤンチョー・ミクローシュが監督したイタリアの歴史テレビドラマ『Roma rivoule Cesare』『Orlando furioso』にも参加している。
1997年1月20日、肝癌のため、52歳で死去した。『ヘアー』に出演していた青年時代にはすでにC型肝炎ウイルスに襲われていたと推察される。晩年は俳優業から身を退き、生まれ故郷のジョージア州アトランタで家族とともに過ごしていた。1982年に公開されたジャマイカのカルト映画『カントリーマン』が遺作となった。

## 私生活
1981年に女優のクリスティーナ・クレア（Kristina St. Clair）と結婚し、1987年に離婚した。2人の間にはセレナという名前の娘がいる。

## 主な出演作品

### 映画
| 公開年 | 邦題 原題                                                                                               | 役名                                    | 備考                         |
| ------ | --- | --------------------------------------- | ---------------------------- |
| 1969   | サテリコン Satyricon                                                                                    | アシルト                                |                              |
| 1970   | 栄光への戦い Strogoff                                                                                   | イワン・オガリョフ                      |                              |
| 1973   | ジェーン・バーキン in ヴェルヴェットの森 La morte negli occhi del gatto (Seven Deaths in the Cat's Eye) | ジェームズ・マクグリフ                  | 別邦題『ヴェルヴェットの森』 |
| 1975   | バイオスパン/暗黒の実験 Lifespan                                                                        | ベン・ランド博士                        |                              |
| 1976   | 本当に若い娘 Une vraie jeune fille (A Real Young Girl)                                                  | ピエール＝エヴァリスト・ルナール / ジム |                              |
| 1982   | カントリーマン Countryman                                                                               | ボビー・ロイド                          |                              |